# Herzmaskenzikade

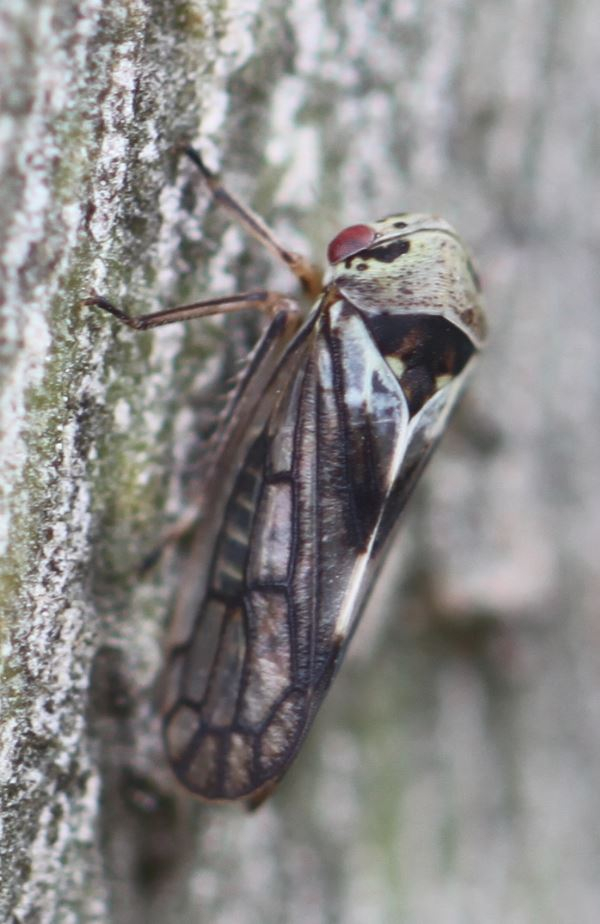
Männchen

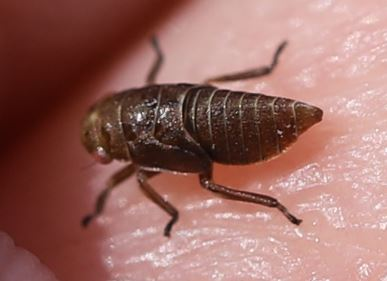
Nymphe von Oncopsis flavicollis oder Oncopsis subangulata, gefunden unter einer Birke

Die Herzmaskenzikade (Oncopsis subangulata) ist eine Zwergzikade aus der Unterfamilie der Maskenzikaden (Macropsinae).

## Merkmale
Die Zikaden werden 4,9–5,5 mm lang. Sie sind überwiegend grau-schwarz gefärbt. Die Vorderflügel sind mit deutlichen schwarzen Adern durchzogen. Die Facettenaugen sind rötlich. Die Art weist einen Geschlechtsdimorphismus auf. Der Vorderrand des Pronotums ist bei den Männchen schwarz-gelb gefleckt. Das Gesicht der Männchen ist gelb gefärbt und weist im oberen Bereich eine schwarze Strichzeichnung auf. Das Gesicht der Weibchen ist dagegen bräunlich gefärbt und weist einen herzförmigen dunklen Fleck im unteren Bereich auf. Das Scutellum (Schildchen) der Männchen ist dunkel mit zwei gelben Flecken an der Seite, während das der Weibchen überwiegend braun gefärbt ist.

## Ähnliche Arten
Eine besonders verwechslungsträchtige Art ist die Gemeine Birkenmaskenzikade (Oncopsis flavicollis).

## Vorkommen
Die Herzmaskenzikade ist in der westlichen Paläarktis verbreitet. In Europa ist sie fast überall vertreten, fehlt jedoch auf der Iberischen Halbinsel.

## Lebensweise
Zu den Wirtspflanzen der Herzmaskenzikade gehören die Hänge-Birke (Betula pendula) und die Moor-Birke (Betula pubescens). Die Imagines beobachtet man von Ende Mai bis Ende August. Die Art bildet eine Generation im Jahr und überwintert im Eistadium.